# Karotí
Karotí är en ort i Grekland.   Den ligger i prefekturen Nomós Évrou och regionen Östra Makedonien och Thrakien, i den nordöstra delen av landet, 400 km nordost om huvudstaden Aten. Karotí ligger 40 meter över havet och antalet invånare är 663.
Terrängen runt Karotí är huvudsakligen platt. Karotí ligger nere i en dal. Runt Karotí är det ganska glesbefolkat, med 50 invånare per kvadratkilometer. Närmaste större samhälle är Didymóteicho, 8,7 km sydost om Karotí. Trakten runt Karotí består till största delen av jordbruksmark.